# Sterling Lyon
Sterling Rufus Lyon OC (* 30. Januar 1927 in Windsor, Ontario; † 16. Dezember 2010 in Winnipeg, Manitoba) war ein kanadischer Jurist und Politiker. Von 1958 bis 1969 sowie von 1973 bis 1986 war er Abgeordneter der Legislativversammlung von Manitoba. Nachdem er in den Kabinetten von Dufferin Roblin und Walter Weir mehrere Ministerposten innegehabt hatte, regierte er vom 24. November 1977 bis zum 30. November 1981 die Provinz Manitoba als Premierminister. Vorsitzender der Progressive Conservative Party of Manitoba war er von 1975 bis 1983.

## Biografie
Nach dem Schulbesuch studierte Lyon zunächst an der University of Winnipeg und schloss diese 1948 ab. Er absolvierte ein postgraduales Studium der Rechtswissenschaft an der Law School der University of Manitoba und erwarb dort 1953 einen Bachelor of Laws (LL.B.). Im Anschluss daran war er von 1953 bis 1957 als Staatsanwalt tätig. Als Kandidat der Progressive Conservative Party of Manitoba (Tories) wurde er im Juni 1958 erstmals zum Abgeordneten in die Legislativversammlung von Manitoba gewählt und vertrat in dieser den Wahlkreis Fort Garry. Premierminister Dufferin Roblin ernannte ihn daraufhin zum Attorney General.
Bei einer vorgezogenen Neuwahl im Mai 1959 errangen die Tories die absolute Mehrheit. Lyon übernahm zusätzlich die Leitung des Ministeriums für Kommunalangelegenheiten (September 1960 bis Oktober 1961) und des Ministeriums für öffentliche Versorgungsbetriebe (Oktober 1961 bis Juni 1963). Im Zuge einer Kabinettsumbildung wurde Lyon im Dezember 1963 Minister für Bergbau und natürliche Ressourcen. Dieses Amt bekleidete er bis Juni 1966; daneben war er Mitte 1964 zusätzlich für kurze wieder Minister für öffentliche Versorgungsbetriebe. Nach der Wahl im Juni 1966 war er abermals Attorney General sowie zeitgleich von 1968 bis Juli 1969 Minister für Tourismus und Freizeit.
Nach Roblins Rücktritt hatte Lyon 1967 um den Parteivorsitz der Tories kandidiert, war aber Walter Weir unterlegen. Zur Wahl im Juni 1969 trat er nicht mehr an. Fünf Jahre später kandidierte er für die Progressiv-konservative Partei Kanadas bei der Unterhauswahl 1974, konnte sich aber nicht gegen den Amtsinhaber, Verteidigungsminister James Armstrong Richardson, durchsetzen. Bei der Wahl zum Vorsitzenden der Progressive Conservative Party of Manitoba konnte sich Lyon im Dezember 1975 gegen Sidney Spivak durchsetzen. Daraufhin entschied er eine Nachwahl für sich und wurde Oppositionsführer in der Legislativversammlung.
Lyon führte die Tories am 11. Oktober 1977 zum Wahlsieg über die New Democratic Party of Manitoba (NDP) des amtierenden Premierministers Edward Schreyer. Am 24. November trat er die Nachfolge Schreyers an. Seine Regierung nahm in zahlreichen Ministerien Budgetkürzungen vor, förderte aber im Gegenzug in hohem Maße die Energiewirtschaft. Lyon war zu Beginn ein Gegner der Revision der Verfassung von Kanada, setzte sich dann aber für die Vorbehaltsklausel (notwithstanding clause) in der Kanadischen Charta der Rechte und Freiheiten ein, die gewählten Parlamenten eine höherrangige Bedeutung einräumt. Bei der Wahl vom 17. November 1981 unterlagen die Tories der NDP. Am 30. November übergab Lyon das Amt des Premierministers an Howard Pawley.
Zwei Jahre lang blieb Lyon Oppositionsführer, bis er 1986 den Parteivorsitz an Gary Filmon abtrat. Nach seinem Ausscheiden aus der Politik im Jahr 1986 war er bis 2002 Richter am Appellationsgericht von Manitoba. 2002 erhielt er für seine Verdienste den Order of Manitoba, 2009 den Order of Canada.